# パホア

ハワイ島におけるパホアの位置

パホア（英語: Pahoa）はアメリカ合衆国ハワイ州ハワイ島東部のプナ地区にある地名で、国勢調査指定地域でもあり、2000年国勢調査での住民数は962人、2010年には945人であったので、1.8パーセント減少した。ハワイ火山国立公園のキラウエア火山に近く、付近は火山爆発の被害をたびたび被ってきた。

## 木材業から芸術と観光へ
パホアは19世紀後半以来、付近に豊富なオヒアの木を鉄道の枕木などのために集荷・出荷して栄え、その後もオヒアの炭を作り町は栄え続けた。しかし、1950年代に石油が燃料に代わり、町は寂れていって、そこへヒッピーたちが徐々に集まるようになり、1960年代にはカウンター・カルチャーの雰囲気がある独特の町になった。ダウンタウンはハワイ州道130号線から少し入った400メートルほどで、銀行、図書館、スーパーなどがあると同時に、各種のレストランやニューエイジ系のギャラリーが多い。

## 火山爆発被害

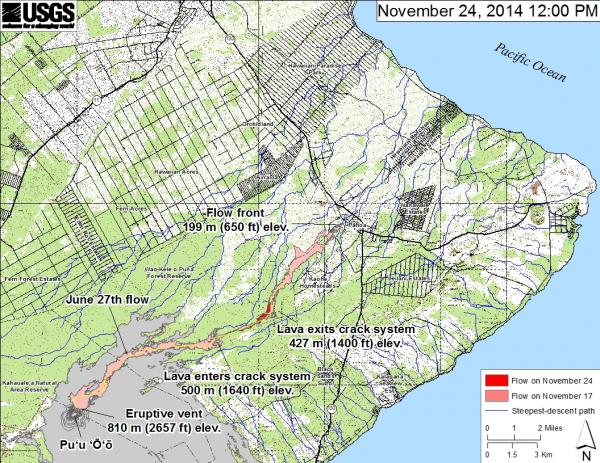
2014年の爆発による溶岩の流れ

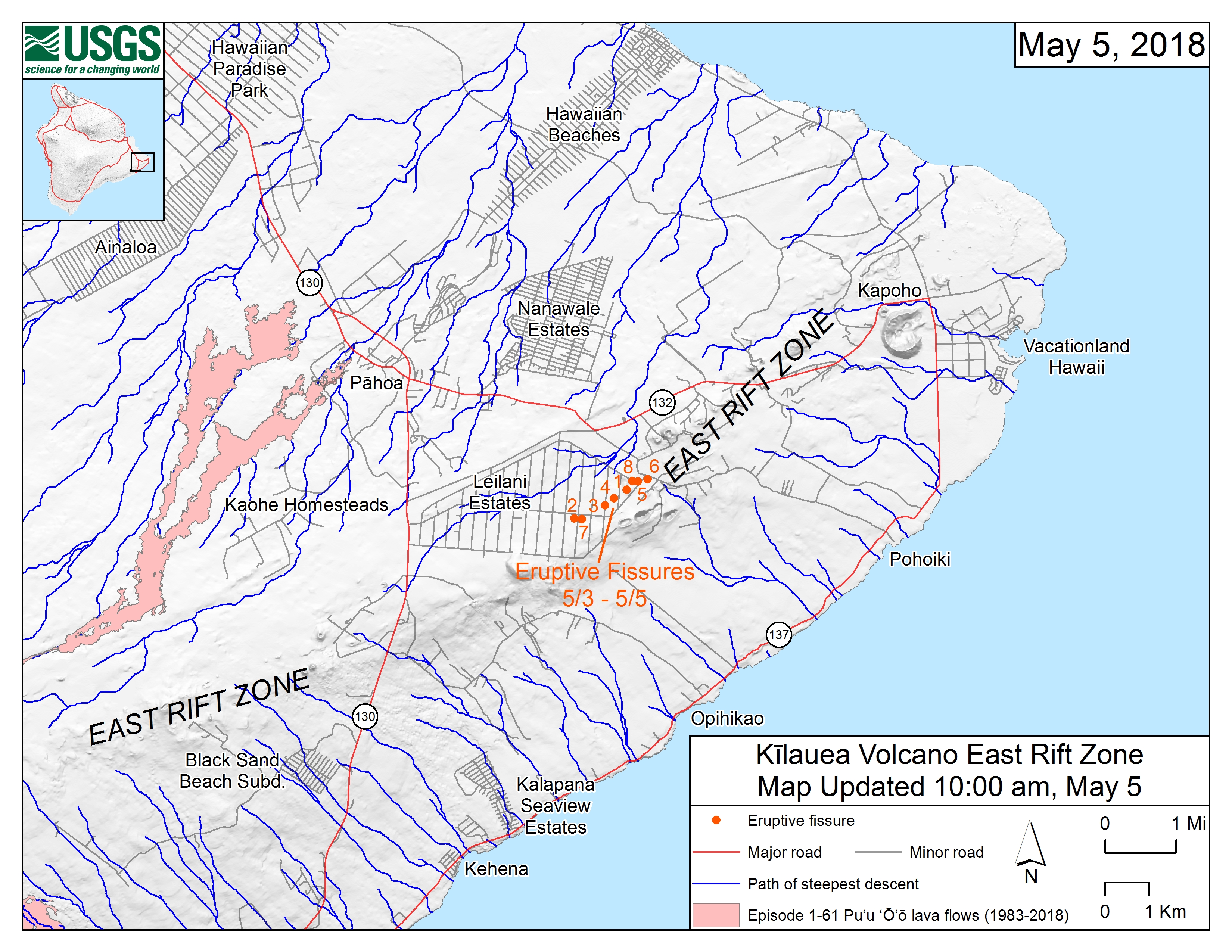
2018年の爆発での溶岩の流れ

最近のキラウエア火山の爆発では、2014年のプウ・オオ火口の溶岩流がパホアの町まで迫り、実際に町のリサイクル・センターを破壊した。
2018年5月から9月の火山爆発では、パホアの町は直接被害に遭わなかったが、町のすぐ南にあるレイラニ・エステーツなどに甚大な被害をもたらし、パホアのコミュニティ・センターなどがシェルターとして利用された。

## 文化
パホアはハワイ語で、短剣またはナイフの意味である。下へ向けたパホアは、パホア高等・中学校にある像のように、平和と力の象徴である。ハワイ先住民が欧米人との接触前にいつこの地域に定住したかは不明であるが、この地域の深く豊かな土壌と保護されてきた重要な遺跡は、彼らの長い居住の歴史を示唆している。パホア地域に関連する伝説は、古代の口承史でペレとヒイイアカ（Hiʻiaka）の神話として言及されている。

## 交通

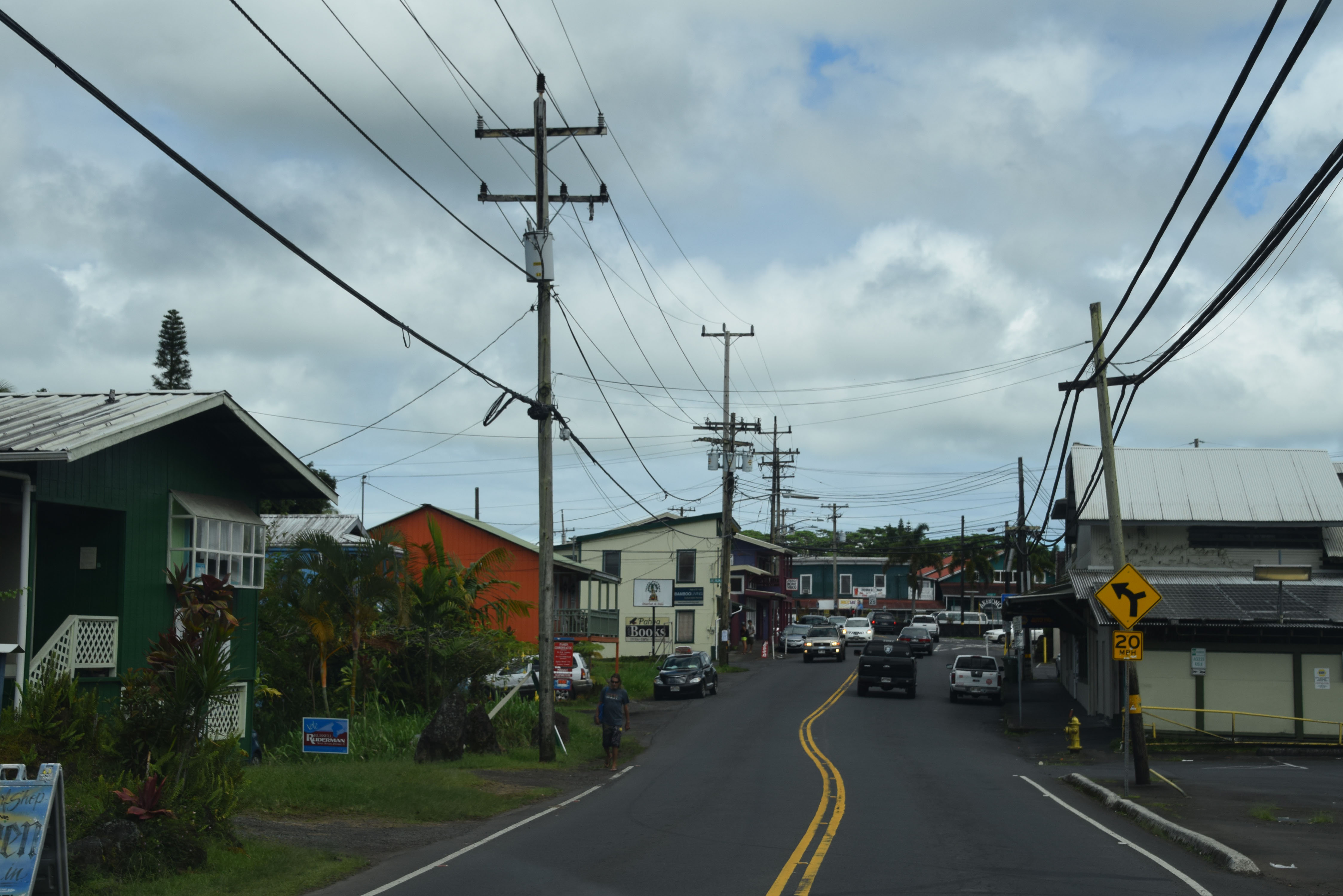
ハワイ州道130号線で、パホアの町を通過

パホアには、ハワイ州道11号線からのハワイ州道130号線が町中を通って南へ向かっており、さらにパホアの町中からハワイ州道132号線が出て東へ向かい、ハワイ州道137号線（Hawaii Route 137）と接する。

## 参照項目
- パホア高等・中等学校 (Pahoa High and Intermediate School)
- ハワイ芸術・科学アカデミー (Hawaii Academy of Arts and Sciences)